# Kulajdin
Kulajdin (arab. قليدين) – miejscowość w Syrii, w muhafazie Hama. W 2004 roku liczyła 3636 mieszkańców.